# Kanton Plouagat
Der Kanton Plouagat war bis 2015 ein französischer Wahlkreis im Arrondissement Guingamp, im Département Côtes-d’Armor und in der Region Bretagne; sein Hauptort war Plouagat.

## Gemeinden
| Gemeinde             | Bretonisch          | Einwohner (2022) | Fläche (km²) | Code postal | Code Insee |
| -------------------- | ------------------- | ---------------- | ------------ | ----------- | ---------- |
| Bringolo             | Brengoloù           | 1.705            | 9.38         | 22170       | 22019      |
| Goudelin             | Goudelin            | 1.716            | 22.98        | 22290       | 22065      |
| Lanrodec             | Landrodeg           | 1.380            | 31.92        | 22170       | 22116      |
| Plouagat             | Plagad              | 3.968            | 31.98        | 22170       | 22206      |
| Saint-Fiacre         | Sant-Fieg           | 3.963            | 9.70         | 22720       | 22289      |
| Saint-Jean-Kerdaniel | Sant-Yann-Gerdaniel | 691              | 11.12        | 22170       | 22304      |
| Saint-Péver          | Sant Pever          | 388              | 13.13        | 22720       | 22322      |

## Bevölkerungsentwicklung
| 1962 | 1968 | 1975 | 1982 | 1990 | 1999 | 2006 | 2012 |
| ---- | ---- | ---- | ---- | ---- | ---- | ---- | ---- |
| 5375 | 4992 | 4861 | 5183 | 5410 | 5711 | 6350 | 7186 |